# Tinkisso Antenna
Pour les articles homonymes, voir Tinkisso (homonymie).
Tinkisso est une ONG guinéenne humaniste philanthropique créée en 2008.
Son but est de contribuer aux efforts du gouvernement Guinéen dans le domaine de la santé des personnes démunies ou vulnérables.
Son siège se trouve dans le quartier Simambossia dans la commune de Ratoma (Conakry).

## Missions
- Santé : développement des travers le marketing social des produits et services de santé
- Parrainage : secours aux enfants et familles des zones rurales du pays (orphelinats, associations et écoles)[1].
- L’entrepreneuriat social :
- L'eau : L’eau potable, l’hygiène et l’assainissement
- Assainissement : Promotion de traitement d’eau à domicile et du lavage des mains dans les régions de Conakry, Dubréka, Coyah, les îles de Kassa, Foteba et Fabak.

## Financement
- L'ONG est financée par des ressources internes.
- Cette organisation travaille avec d'autres fondations et contributeurs sur des projets comme l’Unicef Guinée dans le domaine de l’eau et le ministère de la Santé.

## Historique
- 2008 : création de l'ONG Tinkisso,
- 2011 : Tinkisso-Antenna signé des accords de partenariat avec le ministère de la Santé pour une extension de ses activités de production du chlore c dans cinq régions: Conakry, Boké, Mamou, Labé et Kindia ;

- 200? obtention de l'Autorisation de mise sur le marché du chlore c.

## Contributions importantes
- En 2020
  - Don de l'ONG Tinkisso-antenna et Destin en main à l'ANSS de 100 millions de franc guinéen[2].
  - lancement de l'opération de désinfection de la ville de Conakry pour combattre le Covid-19 en présence du premier ministre Ibrahima kassory Fofana[3].

- En 2015
  - Production de 5,2 millions de flacons de chlore[4]